# Merrill Moses
Merrill M. Moses (né le 13 août 1977) est un joueur de water-polo américain.

## Carrière
Moses était un gardien de but de l'équipe des États-Unis de water-polo masculin aux jeux olympiques d'été de 2008. Lors du match final, l'équipe des États-Unis a remporté la médaille d'argent, vaincue par la Hongrie.

## Anecdote
En décembre 2010, la médaille de Moses a été volée par des cambrioleurs. Les voleurs ont également dérobé la bague et la montre qu'il avait reçu de la part du comité olympique des États-Unis.